# Twieflingen
Twieflingen è una frazione del comune tedesco di Söllingen, in Bassa Sassonia.
Twieflingen costituì un comune autonomo fino al 1º novembre 2016.